# كيريل كوتيف
كيريل كوتيف (بالبلغارية: Кирил Котев)‏ (18 أبريل 1982 صوفيا بلغاريا - ) هو لاعب كرة قدم بلغاري، شارك في بطولة أمم أوروبا 2004.

## روابط خارجية
- كيريل كوتيف على موقع الاتحاد الدولي (مؤرشف)  (الإنجليزية)
- كيريل كوتيف على موقع قاعدة بيانات كرة القدم.إي يو (الإنجليزية)
- كيريل كوتيف على موقع بيانات كرة القدم. دي إي (الألمانية)
- كيريل كوتيف على موقع ناشيونال فوتبول تيمز (الإنجليزية)
- كيريل كوتيف على موقع Soccerway.com (الإنجليزية)
- كيريل كوتيف على موقع عالم كرة القدم.نت (الإنجليزية)